# Falsiformix pedestris
Falsiformix pedestris (лат.) — ископаемый вид ос, единственный в составе рода Falsiformix из семейства Falsiformicidae (Южная Азия, Мьянма, Бирманский янтарь, меловой период, возраст находки 99 млн лет).

## Описание
Мелкие осы. Самец нелетающий, брахиптерный, с передним крылом длиной примерно такой же как мезосома (предположительно, самка также нелетающая). Скапус усика немного длиннее педицеля. Проподеум очень короткий.

## Систематика
Вид был впервые описан в 2025 году по голотипу самца из куска бирманского янтаря. Включён в состав семейства Falsiformicidae вместе с родами Falsiformica, Neophenax и Siccibythus.